# Live Phish Volume 18
Live Phish Vol. 18 es un álbum en directo de la banda de rock estadounidense Phish grabado en directo en el Bomb Factory de Dallas, Texas el 7 de mayo de 1994.
Las pistas adicionales incluyen una parte del concierto realizado en la Universidad de Misuri el 22 de noviembre de 1994.

## Lista de canciones

### Disco 1
1. "Llama" (Anastasio) - 5:01
2. "Horn" (Anastasio, Marshall) - 4:30
3. "The Divided Sky" (Anastasio) - 14:55
4. "Mound" (Gordon) - 5:53
5. "Fast Enough for You" (Anastasio, Marshall) - 6:32
6. "Scent of a Mule" (Gordon) - 7:01
7. "Split Open and Melt" (Anastasio) - 13:59
8. "If I Could" (Anastasio) - 5:50
9. "Suzy Greenberg" (Anastasio, Pollak) - 6:19

### Disco 2
1. "Loving Cup" (Jagger, Richards) - 6:32
2. "Sparkle" (Anastasio, Marshall) - 4:30
3. "Tweezer" (Anastasio, Fishman, Gordon, McConnell) - 25:59
4. "Sparks" (Townshend) - 2:41
5. "Makisupa Policeman" (Anastasio, Marshall) - 2:27
6. "Tweezer" (Anastasio, Fishman, Gordon, McConnell) - 7:29
7. "Walk Away" (Walsh) - 4:04
8. "Tweezer" (Anastasio, Fishman, Gordon, McConnell) - 7:25
9. "Cannonball" (Deal) - 2:06
10. "Purple Rain" (Prince) - 6:30
11. "Dallas Jam" (Anastasio, Fishman, Gordon, McConnell) - 5:20
12. "Tweezer Reprise" (Anastasio, Fishman, Gordon, McConnell) - 4:30

### Disco 3
- Pistas 3-5 grabados el 22 de noviembre de 1994 en el Jesse Auditorium de la Universidad de Misuri en Columbia, Misuri.

1. "Amazing Grace" (tradicional) - 2:03
2. "Sample in a Jar" (Anastasio, Marshall) - 5:23
3. "Funky Bitch" (Seals) - 6:41
4. "Columbia Jam" (Anastasio, Fishman, Gordon, McConnell) - 22:07
5. "Jerusalem, Jerusalem (Yerushala Im Shel Zehav)" (Newell, Shemer) - 2:07

## Personal
Phish
- Trey Anastasio - guitarra, voz
- Page McConnell - piano, órgano, voz
- Mike Gordon - bajo, voz
- Jon Fishman - batería , voz